# Термодинаміка атмосфери
Термодинаміка атмосфери — розділ фізики атмосфери, присвячений вивченню процесів передачі та перетворення тепла в роботу (і навпаки) в атмосфері Землі в зв'язку з вивченням фізики погодних явищ або клімату на основі фундаментальних законів класичної термодинаміки  . Дослідження в цій галузі необхідні для розуміння властивостей атмосферної турбулентності, конвекції, динаміки планетарного прикордонного шару і його вертикальної стійкості. Термодинаміка атмосфери служить основою для моделювання процесів в хмарах, використовується при параметризації конвекції в численних моделях динаміки атмосфери, прогнозу погоди і теорії клімату. Термодинамічні діаграми застосовуються як інструмент прогнозування розвитку шторму. Термодинаміка атмосфери є складовою частиною курсу динамічної метеорології .

## Історія
- У 1782 році Шарль винайшов повітряну кулю, наповнену воднем, і застосував його для вимірювання температури і тиску в атмосфері над Парижем. Відкрив закон Шарля .
- У 1801 році Дальтон відкрив закон складання парціальних тисків, що носить його ім'я.
- У 1805 році Лаплас відкрив закон зміни тиску з висотою.
- У 1823 році Пуассон сформулював рівняння, що носить його ім'я, що зв'язує зміну температури зі зміною тиску в адіабатичному процесі.
- У 1841 році Джеймс Поллард Еспі виявив важливу роль виділення прихованої теплоти пароутворення в підтримці енергії циклонів, запропонував теорію утворення фену.
- У 1860 році Томсон дав теорію влажноадіабатичного процесу.
- У 1884 році Герц запропонував першу аерологічну діаграму ( емаграмму ) [2] .
- У 1888 році Бецольда публікує першу монографію [3], присвячену термодинаміки атмосфери, тим самим вперше визначив цей розділ фізики, як предмет самостійного дослідження.
- У 1889 році Гельмгольц і Бецольда ввели поняття потенційної температури .
- У 1893 році Асман сконструював перший Аерозонд, який вимірював температуру, тиск і вологість.
- У 1930 році Молчанов запустив перший в світі радіозонд .

## Термодинаміка осередку Хедлі

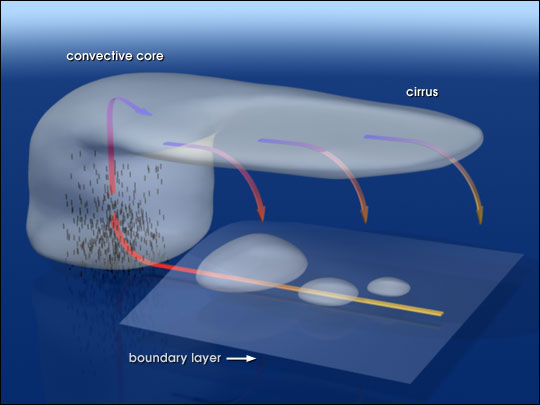
Волога конвекція в тропічній атмофері

Фізичні процеси в осередку Хедлі можуть розглядатися як результат роботи атмосферної теплової машини . Циркуляція в осередку є результатом підйому теплого і вологого повітря в екваторіальній області з його охолодженням і опусканням в субтропіках. Оцінка термодинамічної ККД такої теплової машини в період з 1979 по 2010 роки  виявилася приблизно постійною та в середньому дорівнює 2,6%. У той час як потужність, що генерується осередком Хедлі, за той же проміжок часу росла в середньому на 0,54 ТВт в рік, що стало результатом спостерігається тенденції зміни температури поверхні тропічних морів.

## Теормодинаміка тропічного циклону
Термодинамічні процеси відіграють визначальну роль у розвитку тропічного циклону (урагану). Зазвичай, розвиток урагану представляється як результат роботи атмосферної теплової машини, в якій повітря нагрівається за рахунок теплообміну з поверхнею океану, що має температуру близько 300 К, піднімається в результаті конвекції і охолоджується у Тропопауза, яка має температуру близько 200 К. При цьому важливу роль відіграють фазові переходи води. На поверхні океану відбувається інтенсивне випаровування. Тепле, висхідне повітря при його підйомі розширюється і охолоджується. Досягнувши точки роси, водяна пара конденсується, формуючи хмари і зливові опади. Виділення прихованого тепла при конденсації забезпечує приплив енергії, що підтримує механічну енергію урагану.

## Термодинаміка прикордонного шару
Термічні умови в прикордонному шарі атмосфери істотно впливають на його динаміку і є причиною його тимчасової і просторової мінливості. Теоретичні моделі, що використовують рівняння теплопровідності (рівняння припливу тепла), рівняння стану ідеального газу, рівняння дифузії водяної пари лежать в основі теорії аналізу процесів, що протікають в прикордонному шарі , в мезометеорологіі  . Теорія (принаймні якісно) моделює такі явища, як добовий хід параметрів стану атмосфери, бризи, вплив неоднорідності підстильної поверхні, орографічні ефекти ( гірничо-долинні вітри, льодовикові вітри, місцеві вітри : фен, бора, і ін. ), Адвектівние тумани . Дослідження впливу термічної стратифікації на турбулентні потоки використовуються при чисельному моделюванні процесу розсіювання домішок в атмосфері  .